# イオワネ・テンバ
イオワネ・テンバ（Iowane Teba、1993年3月23日 - ）は、フィジーのラグビー選手。

## プロフィール
- フィジー出身[1]。
- ポジションはウィング(WTB)、フルバック(FB)。
- 身長 183cm、体重 93kg
- 7人制フィジー代表に選ばれた[2]。

## 略歴
2024年、2024パリ五輪の7人制フィジー代表に選ばれて銀メダル獲得。